# Torneo de Eastbourne 2025
El Torneo de Eastbourne 2025, también conocido como el Lexus Eastbourne Open 2025, fue un torneo de tenis perteneciente al ATP Tour 2025 en la categoría ATP Tour 250, y a la WTA Tour 2025 en la categoría WTA 250. El torneo se jugó sobre las canchas de césped del Devonshire Park Lawn Tennis Club en la ciudad de Eastbourne (Gran Bretaña) desde el 23 hasta el 28 de junio de 2025.

## Distribución de puntos
| Modalidad            | Campeón | Finalista | Semifinales | Cuartos de final | 2ª ronda | 1ª ronda | Clasificados | 2ª ronda de clasificación | 1ª ronda de clasificación |
| Individual masculino | 250     | 165       | 100         | 50               | 25       | 0        | 13           | 7                         | 0                         |
| Dobles masculino     | 250     | 150       | 90          | 45               | 20       | 0        | -            | -                         | -                         |

| Modalidad           | Campeona | Finalista | Semifinales | Cuartos de final | 3ª ronda | 2ª ronda | 1ª ronda | Clasificadas | 2ª ronda de clasificación | 1ª ronda de clasificación |
| Individual femenino | 470      | 305       | 185         | 100              | 55       | 30       | 1        | 25           | 13                        | 1                         |
| Dobles femenino     | 470      | 305       | 185         | 100              | -        | -        | 1        | -            | -                         | -                         |

## Cabezas de serie

### Individuales masculino
| Tenista                    | Ranking | Preclasificado |
| Taylor Fritz               | 4       | 1              |
| Tommy Paul                 | 8       | 2              |
| Jakub Mensik               | 17      | 3              |
| Ugo Humbert                | 20      | 4              |
| Flavio Cobolli             | 24      | 5              |
| Alejandro Davidovich       | 28      | 6              |
| Giovanni Mpetshi Perricard | 36      | 7              |
| Nuno Borges                | 38      | 8              |

- Ranking del 16 de junio de 2025.[3]

### Dobles masculino
| Tenista                       | Ranking | Preclasificado |
| Harri Heliövaara Henry Patten | 6       | 1              |
| Joe Salisbury Neal Skupski    | 26      | 2              |
| Julian Cash Lloyd Glasspool   | 27      | 3              |
| Christian Harrison Evan King  | 39      | 4              |

### Individuales femenino
| Tenista            | Ranking | Preclasificado |
| Daria Kasatkina    | 16      | 1              |
| Barbora Krejčíková | 17      | 2              |
| Jeļena Ostapenko   | 19      | 3              |
| Sofia Kenin        | 29      | 4              |
| Magda Linette      | 31      | 5              |
| Peyton Stearns     | 34      | 6              |
| Emma Raducanu      | 36      | 7              |
| Rebecca Šramková   | 38      | 8              |

- Ranking del 16 de junio de 2025.[4]

### Dobles femenino
| Tenista                      | Ranking | Preclasificado |
| Eri Hozumi Aldila Sutjiadi   | 77      | 1              |
| Cristina Bucșa Miyu Kato     | 77      | 2              |
| Marie Bouzková Anna Danilina | 89      | 3              |
| Shuko Aoyama Katarzyna Kawa  | 97      | 4              |

## Campeones

### Individual masculino
Taylor Fritz venció a  Jenson Brooksby por 7-5, 6-1

### Individual femenino
Maya Joint venció a  Alexandra Eala por 6-4, 1-6, 7-6(12-10)

### Dobles masculino
Julian Cash /  Lloyd Glasspool vencieron a  Ariel Behar /  Joran Vliegen por 6-4, 7-6(7-5)

### Dobles femenino
Marie Bouzková /  Anna Danilina vencieron a  Su-Wei Hsieh /  Maya Joint por 6-4, 7-5